# 칼의 전쟁
《칼의 전쟁》은 2021년에 tvN STORY, LG헬로비전에서 방송된 있는 대한민국의 요리 대결 프로그램이다.